# Talsperre Blue Mesa
Die Talsperre Blue Mesa (englisch Blue Mesa Dam) ist eine Talsperre mit Wasserkraftwerk im Gunnison County, Bundesstaat Colorado, USA. Sie staut den Gunnison River zu einem Stausee (englisch Blue Mesa Reservoir) auf. Die Kleinstadt Gunnison befindet sich ungefähr 48 km (30 miles) flussaufwärts, die Talsperre Morrow Point ungefähr 19 km (12 miles) flussabwärts der Talsperre Blue Mesa. Die Talsperre und der Stausee liegen in der Curecanti National Recreation Area.
Die Talsperre dient neben der Stromerzeugung in erster Linie als Hochwasserschutz und Speicherraum für die im Frühjahr auftretenden Hochwasser. Mit dem Bau der Talsperre wurde 1962 begonnen. Sie wurde 1966 fertiggestellt. Die Talsperre ist im Besitz des United States Bureau of Reclamation (USBR) und wird auch vom USBR betrieben.
Der Colorado State Highway 92 führt über die Talsperre.

## Absperrbauwerk
Das Absperrbauwerk ist ein Erdschüttdamm mit einer Höhe von 119 m (390 ft) über der Gründungssohle bzw. 104 m (342 ft) über dem Flussbett. Die Dammkrone liegt auf einer Höhe von 2294,5 m (7528 ft) über dem Meeresspiegel. Die Länge der Dammkrone beträgt 239 m (785 ft). Das Volumen des Bauwerks beträgt 2,35 Mio. m³ (3,08 Mio. cubic yards).
Die Hochwasserentlastung ist ein Tunnel, der durch den Damm führt. Der Einlass dazu befindet sich am rechten Ufer. Über die Hochwasserentlastung können maximal 963 m³/s (34.000 cft/s) abgeleitet werden, über den Turbineneinlass und den Grundablass zusammen maximal 173 m³/s (6100 cft/s).

## Stausee
Beim normalen Stauziel von 2291,8 m (7519 ft) erstreckt sich der Stausee über eine Fläche von rund 37,15 km² (9.180 acres) und fasst 1,16 Mrd. m³ (940.800 acre-feet) Wasser. Der Stausee hat eine Länge von 32 km (20 miles); er ist der größte See im  Bundesstaat Colorado.

## Kraftwerk
Das Kraftwerk befindet sich am Fuß der Talsperre. Es ging im September 1967 in Betrieb. Die installierte Leistung beträgt 86,4 MW; sie lag ursprünglich bei 60 MW. Im Jahr 1988 wurde eine Leistungssteigerung durchgeführt; die zwei Francis-Turbinen des Kraftwerks leisten jede maximal 43,2 MW (vorher 30 MW). Die durchschnittliche Jahreserzeugung liegt bei rund 203 (bzw. 264) Mio. kWh. Die Fallhöhe beträgt 101 m (332 ft). Das Kraftwerk dient zur Abdeckung von Spitzenlast.